# IC 918
IC 918 је двојна звијезда у сазвјежђу Велики медвјед која се налази на листи објеката дубоког неба у Индекс каталогу.
Деклинација објекта је + 55° 37' 11" а ректасцензија 13h 42m 38,8s.